# William Crean
William Crean (Tralee, 16 de dezembro de 1951) é um presbítero católico irlandês, recentemente nomeado bispo de Cloyne pelo Papa Bento XVI.
Após estudos clássicos realizados no Colégio de St. Brendan, em Killarney, concluiu a formação para o sacerdócio com a licenciatura em Teologia na Faculdade de St. Patrick, Maynooth.
Foi ordenado sacerdote para a Diocese de Kerry, a 20 de junho de 1976. Diplomou-se no ano de 1977 em Sagrada Teologia na Pontifícia Universidade Gregoriana de Roma e de seguida regressou ao seu país, onde foi professor de religião e capelão em Killorglin (1977-1980), capelão em Glenbeigh (1980-1983), capelão na Tarbet Comprehensive School (1983-1986), diretor diocesano para o ensino religioso nas escolas de ensino pós-primária na Diocese de Kerry e diretor do Centro Pastoral João Paulo II (1987-1996). De 1988 a 1996 foi diretor de educação religiosa diocesana dos adultos.
Regressou à actividade paroquial como pároco, primeiro em Killorglin (1996-1998), em seguida, em Castlegregory e  Cloghane (1999-2006) e, finalmente, desde 2006, em Cahersiveen, onde acumulou a actividade de vigário.
Foi também cónego do cabido da Catedral de Santa Maria, em Killarney.
A 24 de novembro de 2012 foi nomeado bispo da Diocese de Cloyne.

## Ligações Externas
- William Crean in GCatholic
- Página Oficial da Diocese de Cloyne